# Il destino nel nome - The Namesake
Il destino nel nome - The Namesake (The Namesake) è un film del 2006 diretto da Mira Nair, tratto dal romanzo L'omonimo di Jhumpa Lahiri. Racconta la storia di una famiglia nell'arco di due generazioni.

## Trama
Ashima e Ashoke sono due giovani bengalesi, il cui matrimonio viene combinato dalle rispettive famiglie. Una volta sposati si trasferiscono negli Stati Uniti, dove l'impatto con la fredda e grigia New York contrasta con i colori caldi di Calcutta. Nel corso degli anni inizieranno a conoscersi, amarsi e rispettarsi mettendo al mondo due figli, e dovendo adattarsi ad un paese culturalmente molto diverso dal loro.
Ashoke decide di dare al primogenito il nome Gogol, in onore dello scrittore russo Nikolai Gogol, il cui racconto Il cappotto gli salvò la vita da un terribile incidente ferroviario. Una volta adolescente, Gogol cercherà di ribellarsi al nome affibbiatogli e alla cultura della sua famiglia, volendo vivere da occidentale come un americano qualunque, tanto da iscriversi all'università Yale e frequentare una ragazza statunitense. Il padre cercherà di insegnargli il vero significato del suo nome, ossia "ogni giorno è un dono", e il ragazzo alla fine capirà appieno gli insegnamenti del saggio genitore.
Il finale vede Ashima, il cui nome significa "senza limiti", che, dopo aver detto a familiari e amici di sentirsi per la prima volta libera e comunicata loro la propria decisione di partire per vivere sei mesi in India e sei mesi in America, canta accompagnandosi con uno strumento a corda dopo aver ripreso, come desiderava, le lezioni di canto e realizza così anche lei il destino nel proprio nome.